# سكوت ووكر (لاعب هوكي الجليد)
سكوت ووكر (بالإنجليزية: Scott Walker)‏ (و. 1973  م) هو لاعب هوكي الجليد كندي، ولد في كامبريدج، أونتاريو، مركز لعبه هو جناح ‏، ومدافع ‏.
.

## روابط خارجية
- سكوت ووكر على موقع دوري الهوكي الوطني (الإنجليزية)
- سكوت ووكر على موقع قاعة مشاهير الهوكي (لاعب أن.إتش.أل) (الإنجليزية)
- سكوت ووكر على موقع EliteProspects.com (الإنجليزية)
- سكوت ووكر على موقع HockeyDB.com (الإنجليزية)
- سكوت ووكر على موقع Hockey-Reference.com (الإنجليزية)